# Abbot
|  | Per a altres significats, vegeu «Cràter Abbot». |

Abbot és una població dels Estats Units d'Amèrica a l'estat de Maine (EUA). Segons el cens dels Estats Units del 2000 tenia 630 habitants.

## Demografia
Segons el cens del 2000, Abbot tenia 630 habitants, 272 habitatges, i 196 famílies. La densitat de població era de 7 habitants per km².
Dels 272 habitatges en un 24,6% hi vivien nens de menys de 18 anys, en un 58,8% hi vivien parelles casades, en un 8,1% dones solteres, i en un 27,9% no eren unitats familiars. En el 21,7% dels habitatges hi vivien persones soles el 9,9% de les quals corresponia a persones de 65 anys o més que vivien soles. El nombre mitjà de persones vivint en cada habitatge era de 2,32 i el nombre mitjà de persones que vivien en cada família era de 2,68.
Per edats la població es repartia de la següent manera: un 19,5% tenia menys de 18 anys, un 4,4% entre 18 i 24, un 27,8% entre 25 i 44, un 32,5% de 45 a 60 i un 15,7% 65 anys o més.
L'edat mediana era de 44 anys. Per cada 100 dones de 18 o més anys hi havia 99,6 homes.
La renda mediana per habitatge era de 33.229 $ i la renda mediana per família de 36.827 $. Els homes tenien una renda mediana de 29.000 $ mentre que les dones 22.955 $. La renda per capita de la població era de 16.001 $. Entorn del 6,4% de les famílies i el 10,2% de la població estaven per davall del llindar de pobresa.